# Forces de police maltaises

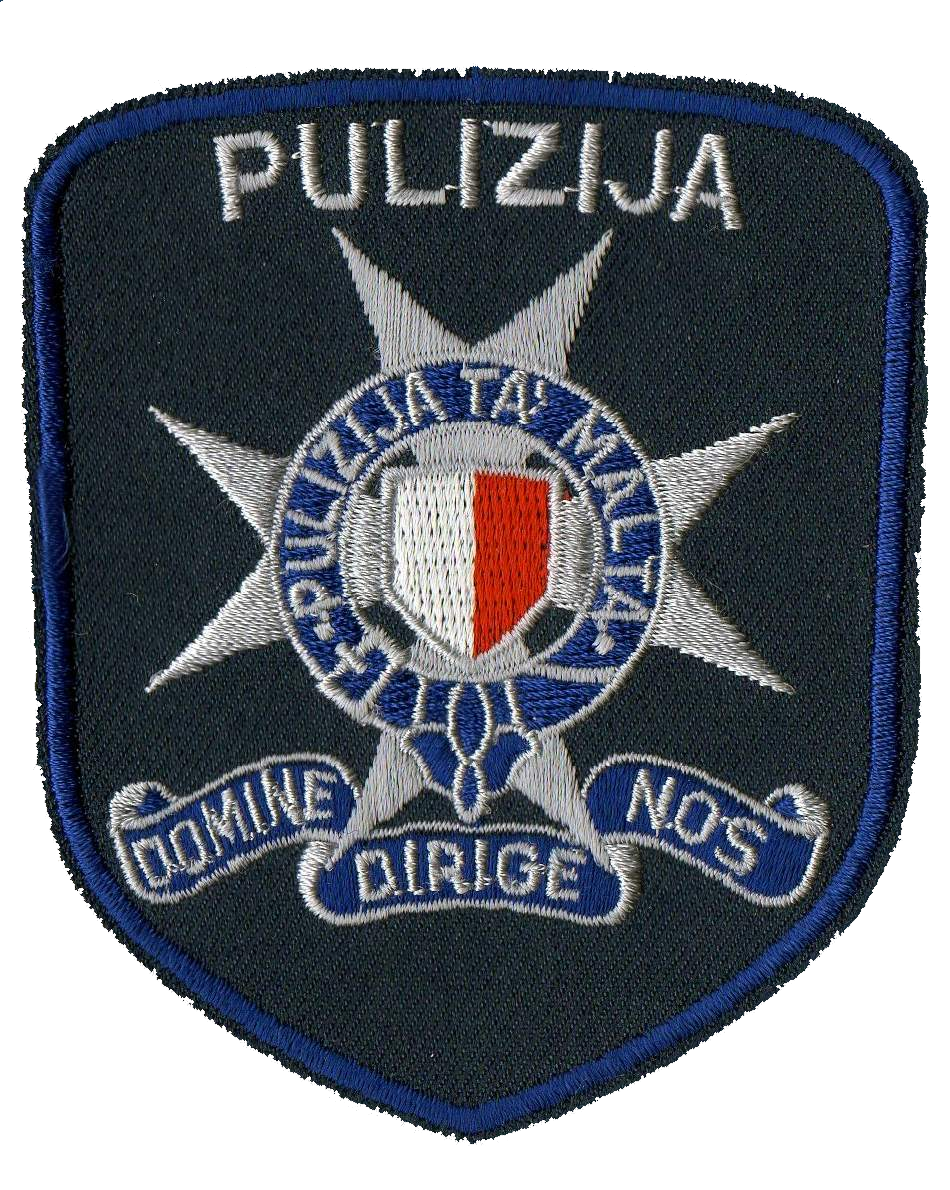
Patch d'épaule de la Police Maltaise

Les Forces de police maltaises (maltais : Il-Korp tal-Pulizija ta’ Malta ou anglais : The Malta Police Force) sont chargées des missions de police dans la République de Malte. Elle relève de la responsabilité du ministère des Affaires intérieures et de la Sécurité nationale et ses objectifs sont définis dans "The Police Act", chapitre 164 de la loi maltaise.

## Histoire

Drapeau des Forces de police maltaises.

Fondée le 12 juillet 1814 par Sir Thomas Maitland, alors gouverneur de Malte, la police Maltaise, est chargée de l'île principale de Malte, ainsi que des îles voisines de Gozo et de Comino, qui relèvent de la juridiction maltaise, la population totale étant d'environ 400 000 habitants.

## Grades[6]
| Rangs hiérarchiques | Grades                   | Fourreaux d'épaules |
| ------------------- | ------------------------ | ------------------- |
| 1er                 | Commissioner             |                     |
| 2e                  | Deputy Commissioner      |                     |
| 3e                  | Assistant Commissioner   |                     |
| 4e                  | Surintendante            |                     |
| 5e                  | Inspector                |                     |
| 6e                  | 1st Class Sergeant Major |                     |
| 7e                  | 2nd Class Sergeant Major |                     |
| 8e                  | Sergeant                 |                     |
| 9e                  | Constable                |                     |

## Structure
Le tableau ci-joint décrit la structure des forces de polices maltaises.
| Noms                                | Sigles | Traduction française                         | Missions |
| ----------------------------------- | ------ | -------------------------------------------- | --- |
| Administrative Law Enforcement Unit | (ALE)  | Unité d'application de la loi administrative | Elle est chargée de l'application de la réglementation en matière de chasse et de piégeage, sur le bien-être animal, la conduite hors-route et des réglementations maritimes. Elle assure également des fonctions de service de protection générale, notamment des fonctions de contrôle des foules et d'escortes VIP. |
| Criminal Investigation Department   | (CID)  | Département d'enquête criminel               | Son rôle est d'investiguer sur les crimes commis à Malte, il est composé des services suivant : Brigade des homicides, l'Unité de la criminalité du patrimoine culturel, la Section véhicules volés. |
| Cyber Crime Unit                    | (CCU)  | Unité cybercriminalité                       | Son rôle principal est de fournir une assistance technique pour la détection et l'enquête en matière d'infraction, que l'ordinateur soit la cible où le moyen utilisé. Elle promeut l’utilisation responsable de l’Internet en donnant des conseils dans les écoles ou organisations, sur la manière de réduire les risques victime sur Internet |
| Dog Section                         | (K-9)  | Section cynophile                            | Elle emploie des chiens qui sont normalement déployés dans les stades de football pour assurer le maintien de l'ordre public et le contrôle des foules, ainsi que lors de patrouilles dans les zones rurales et isolées autour de Malte. La section cynophile utilise deux types de chiens : - Les chiens de protection sont ceux qui sont entraînés à attaquer et appréhender des criminels, soit dans le cadre d’une infraction, soit comme moyen de dissuasion. - Les chiens de recherche doivent s'acquitter de deux tâches : la recherche d'explosifs et de stupéfiants. |
| Drug Squad                          | (DSQ)  | Brigade des stupéfiants                      | Elle est chargée de mener des enquêtes sur toutes les infractions liées à la drogue. Il s’agit notamment d’enquêtes menées à la suite de saisies de drogues. |
| Economic Crimes Unit                | (ECU)  | Unité des crimes économiques                 | Elle est chargée d’enquêter sur des crimes comme la fraude, la malversation, la falsification, le détournement de fonds, la contrefaçon de monnaie étrangère, les atteintes aux droits de propriété intellectuelle, la fraude et le détournements de la TVA, la fraude informatique, l'extorsion de fonds et le blanchiment d'argent. |
| Money Laundering Unit               | (MLU)  | Unité blanchiment d'argent                   | Elle est chargée des enquêtes sur les cas de blanchiment d'argent à Malte ou en coopération avec d'autres pays. |
| Mounted Section                     | (MS)   | Section montée                               | Patrouille, l'escorte des ambassadeurs jusqu'au Président de Malte, le maintien de l'ordre public, le contrôle des foules et présentation de démonstrations, notamment lors des célébrations. |
| Protective Services                 | (PS)   | Services de protection                       | |
| Rapid Intervention Unit             | (RIU)  | Unité d'intervention rapide                  | Le renforcement la présence de la police sur les routes. Elle a acquis depuis 2013 le rôle de SWAT à la suite de la dissolution du Special Assignment Group |
| Special Branch                      | (SB)   | Branche spéciale                             | - |
| Special Intervention Unit           | (SIU)  | Unité d'intervention spéciale                | Membre du réseau de forces spéciales ATLAS |
| Traffic Section                     | (TS)   | Section de trafic                            | Elle a pour tâche la supervision de la circulation, l'application des lois routières, les escortes de personnalités ou de détenus, les programmes éducatifs et l'assistance à la police de district pendant les services. |
| Vice Squad                          | (VSQ)  | Brigade des mœurs                            | Elle a pour rôle la recherche de personnes disparues et la lutte contre les infractions sexuelles (la pédophilie, pédopornographie ou la prostitution), le trafic d'êtres humains à des fins d'exploitation, les jeux d'argent illégaux et la maltraitance enfantine et les violences conjugales. |
| International Relations Unit        | (IRU)  | Unité des relations internationales          | Elle coordonne les activités avec Europol, Interpol et avec le Système d'information Schengen, et est chargé de l'échange mutuel d'informations. |

## Équipements
Les agents de police ne portent habituellement  pas d'armes à feu en patrouille, mais systématiquement des spray au poivre et des matraques comme instruments de défense. Les unités spéciales possèdent des armes à feu, allant de l'arme de poing au fusil d'assaut en passant par les pistolets-mitrailleurs.
Le 28 avril 2018, 10 nouveaux véhicules d'escouade ont été ajoutés à la flotte, grâce à un investissement de 130 000 euros. Le ministre Michael Farrugia a promis plus de 50 nouveaux véhicules.

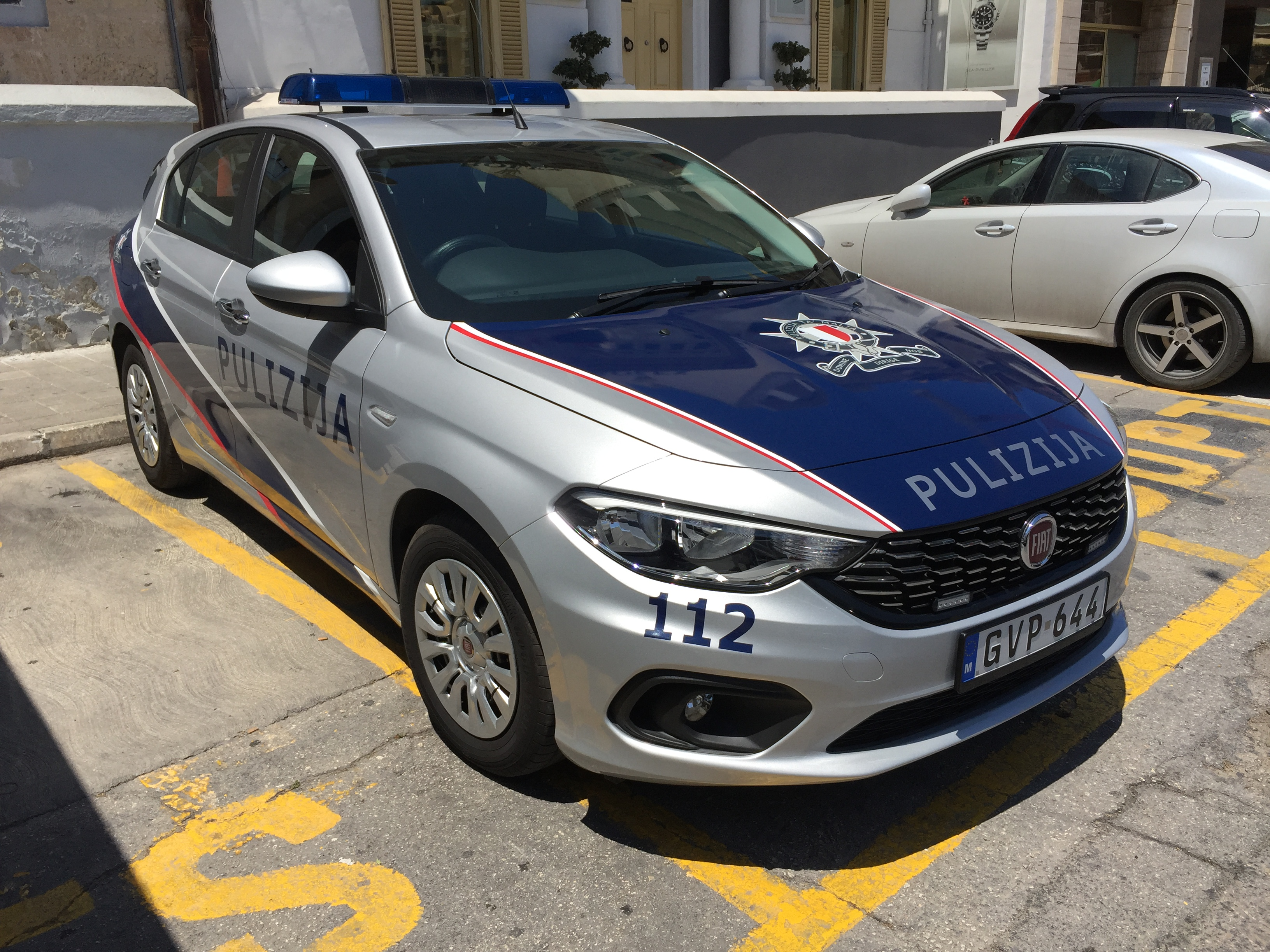
Fiat Tipo
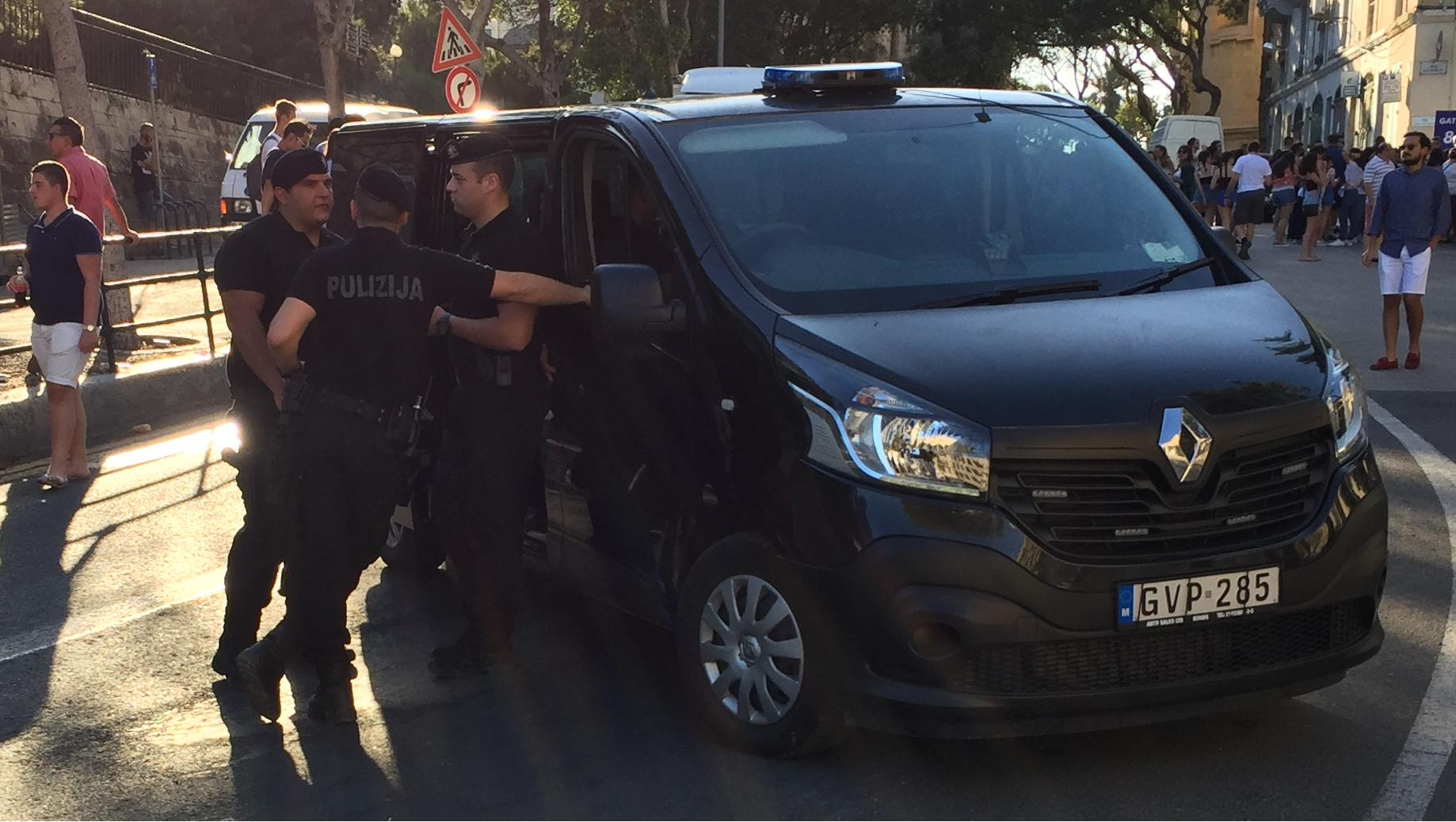
Policiers du Rapid Intervention Unit (RIU) en sécurisation du Isle of MTV Malta 2018
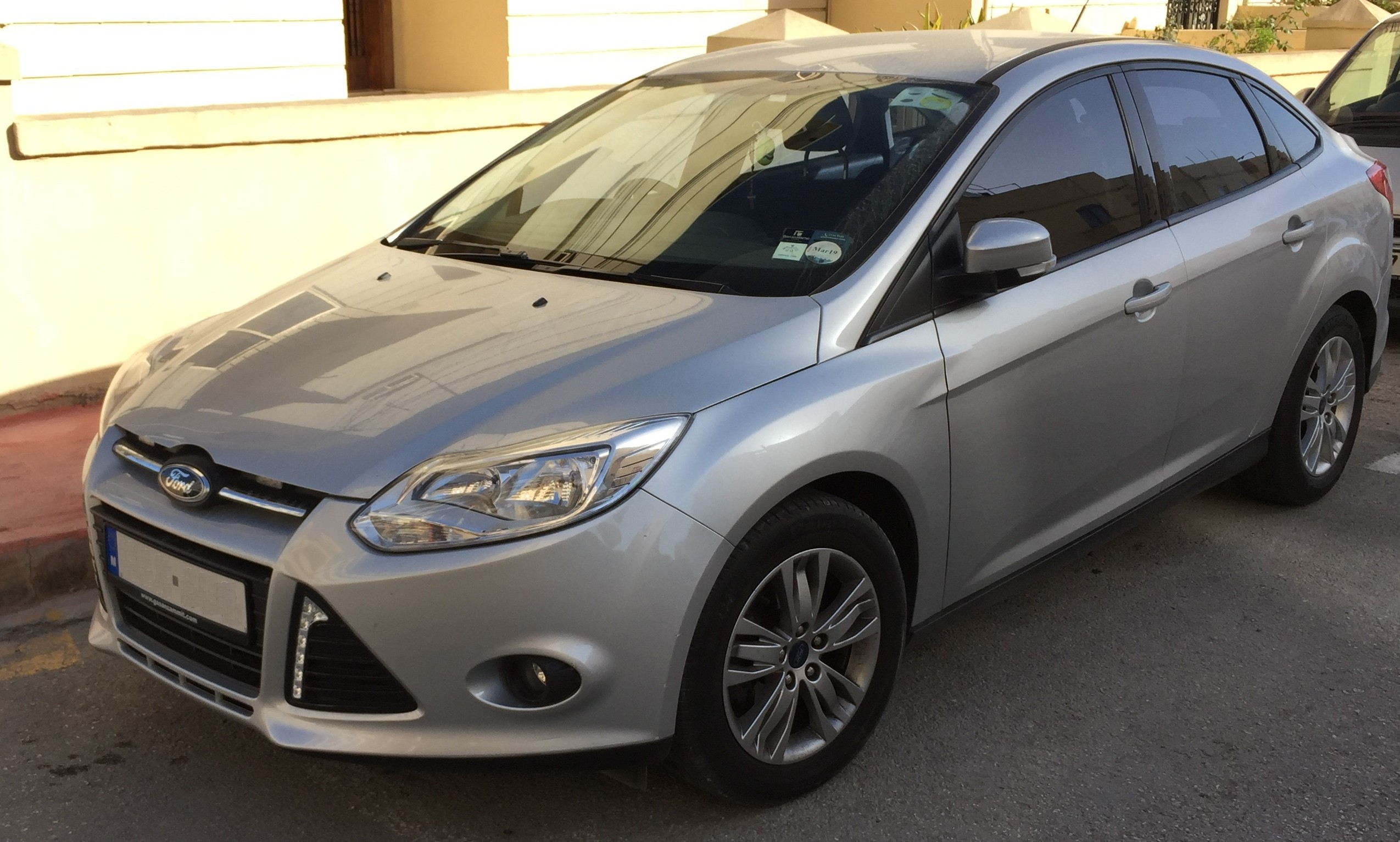
Ford Focus Tricorps banalisée
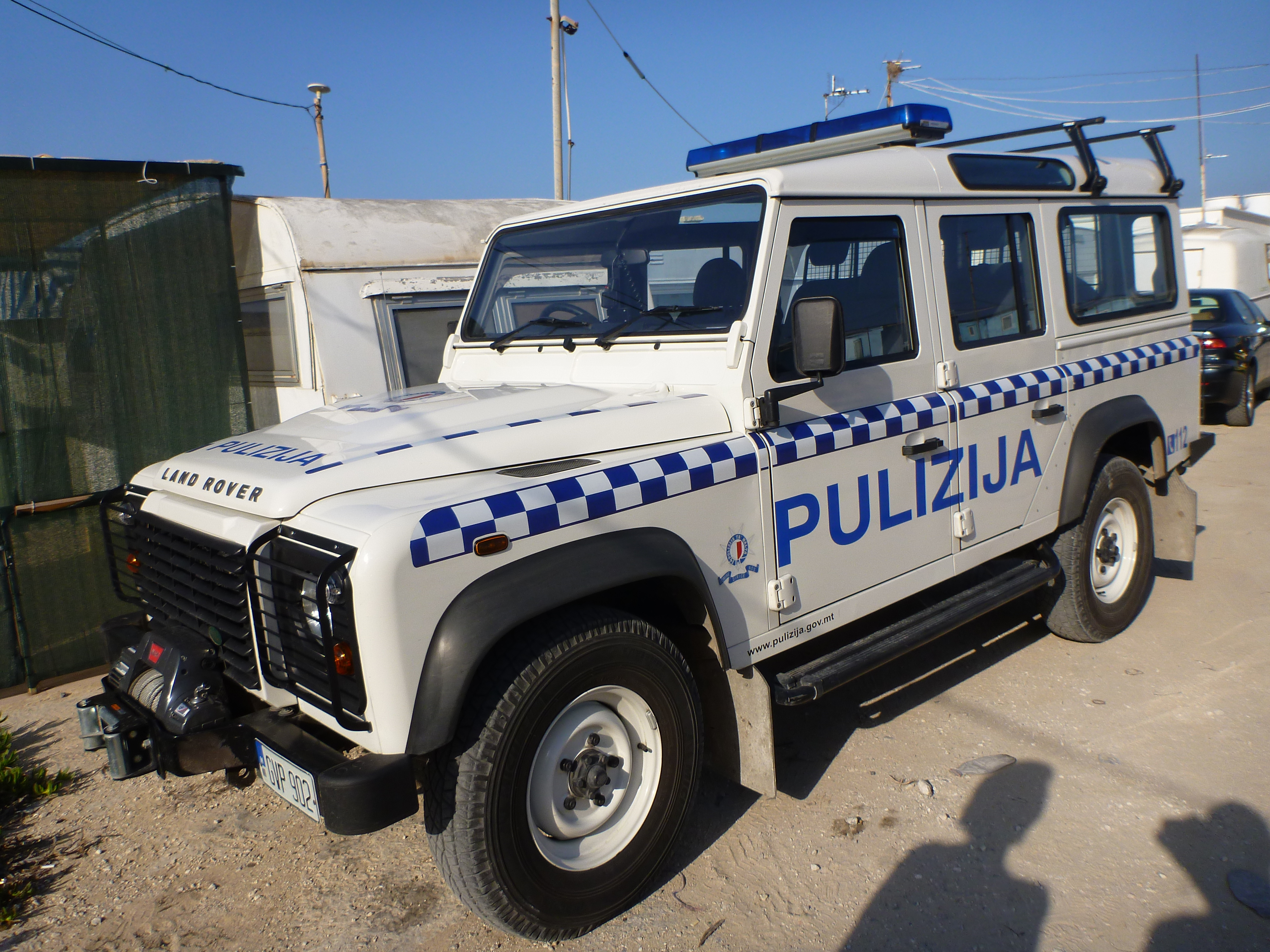
Land Rover Defender
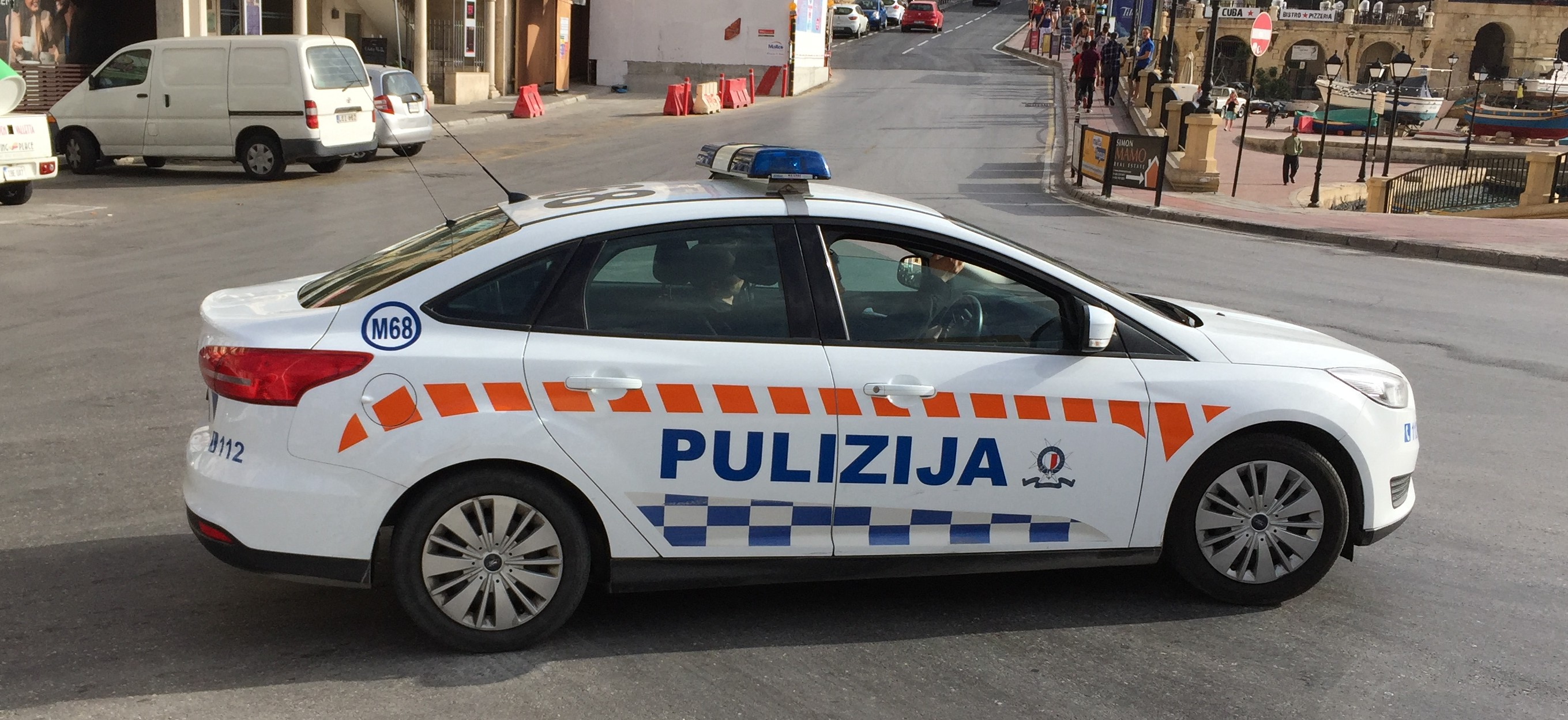
Ford focus tricorps du Rapid Intervention Unit (RIU)

## Commissaires de Police
| Ordre | Nom                          | Mandat | Mandat      |
| Ordre | Nom                          | Début  | FIn         |
| ----- | ---------------------------- | ------ | ----------- |
| 1er   | Francesco Rivarola           | 1813   | 1822        |
| 2e    | Henry Balneavis              | 1822   | 1832        |
| 3e    | Charles Godfrey              | 1832   | 1844        |
| 4e    | Frederick Sedley             | 1845   | 1858        |
| 5e    | Hector Zimelli               | 1858   | 1869        |
| 6e    | Raffaele Bonello             | 1869   | 1880        |
| 7e    | Attillo Sceberras            | 1880   | 1884        |
| 8e    | Richard Casolani             | 1884   | 1888        |
| 9e    | Melitone Caruana             | 1888   | 1890        |
| 10e   | Clement La Primaudaye        | 1890   | 1903        |
| 11e   | Tancred Curmi                | 1903   | 1915        |
| 12e   | Claude W. Duncan             | 1916   | 1919        |
| 13e   | Henry W. Bamford             | 1919   | 1922        |
| 14e   | Antonio Busuttil             | 1922   | 1923        |
| 15e   | Frank Stivala                | 1923   | 1928        |
| 16e   | Salvatore Galea              | 1928   | 1929        |
| 17e   | Lt. Col. Gustavus S. Brander | 1930   | 1932        |
| 18e   | Joseph Axisa                 | 1939   | 1947        |
| 19e   | Joseph Ullo                  | 1947   | 1951        |
| 20e   | Herbert Grech                | 1951   | 1954        |
| 21e   | George Cachia                | 1954   | 1956        |
| 22e   | Vivian Byres de Gray         | 1956   | 1971        |
| 23e   | Comm. Alfred J. Bencini      | 1971   | 1973        |
| 24e   | Edward Bencini               | 1973   | 1974        |
| 25e   | Enoch Tonna                  | 1974   | 1977        |
| 26e   | John N. Cachia               | 1977   | 1980        |
| 27e   | Dr. Lawrence Pullicino       | 1980   | 1987        |
| 28e   | Bgdr. John Spiteri           | 1987   | 1988        |
| 29e   | Alfred A. Calleja            | 1988   | 1992        |
| 30e   | George Grech                 | 1992   | 2001        |
| 31e   | John Rizzo                   | 2001   | 2013        |
| 32e   | Peter Paul Zammit            | 2013   | 2014        |
| 34e   | Michael Cassar               | 2014   | 2016        |
| 35e   | Lawrence Cutajar             | 2016   | Aujourd'hui |